# Medalia „Mihai Eminescu”
Medalia „Mihai Eminescu” este o medalie de stat din Republica Moldova. În ierarhia priorității medaliilor este a patra, imediat după Medalia „Meritul Civic” și înainte de Medalia „Nicolae Testemițanu”.
Medalia „Mihai Eminescu” se conferă pentru merite deosebite în activitatea de creație.

## Descriere
Medalia „Mihai Eminescu” se confecționează din tombac în formă de cerc cu diametrul de 30 mm, pe care se află efigia în relief a poetului Mihai Eminescu. În partea stângă a medaliei este imprimată în relief inscripția „Mihai Eminescu”.
Medalia se fixează de baretă, lată de 25 mm, acoperită cu o panglică de moar având dungi simetrice de culoare albastră, albă, verde și la mijloc o dungă galbenă.

## Deținători ai Medaliei „Mihai Eminescu”

### Anii 1990

#### 1992
- Dumitru Matcovschi, scriitor[2]

#### 1997
- Andrei Strâmbeanu, scriitor

### Anii 2000

###### 2000
- Vasile Romanciuc, scriitor[3][4]
- Eugen Doga, compozitor[5][6]
- Gheorghe Mustea, compozitor, dirijor[7][8]

###### 2009
- Andrei Porubin, actor[9]

### Anii 2010

#### 2011
- Ianoș Țurcanu, scriitor[10][11]

#### 2019
- Andrei Zapșa, scriitor, dirijor[12]

### Anii 2020

#### 2022
- Adrian Ciubotaru, scriitor[13]
- Zinaida Pahomi, bibliotecară la Biblioteca Municipală „B. P. Hasdeu”[13]
- Silvia Hodorogea, jurnalistă[13]
- Mariana Vasilache, director adjunct al Muzeului Național de Istorie a Moldovei[13]

#### 2023
- Marcela Benea, poetă[14]
- Elena Dabija, directoarea Centrului Academic Internațional „Mihai Eminescu”[14]
- Valentin Guțu, scriitor[14]